# Giuseppe Palazzese
Giuseppe Palazzese (Notaresco, 19 marzo 1950) è un dirigente sportivo, allenatore di calcio ed ex calciatore italiano, di ruolo centrocampista.

## Caratteristiche tecniche
Era un'ala destra.

## Carriera

### Giocatore

#### Club
Cresciuto nelle giovanili nella SPAL di Paolo Mazza, esordisce in Serie A nella stagione 1967-1968, disputando 3 incontri nell'annata che vede i ferraresi retrocedere in Serie B ma conquistare, anche con il contributo di Palazzese, lo scudetto nel Campionato De Martino. Nell'annata successiva, che vede la seconda retrocessione consecutiva della SPAL, conquista il posto da titolare (25 presenze ed una rete).
Dopo un'altra stagione a Ferrara in Serie C, nel 1970 si trasferisce al Viareggio e quindi all'Avellino, sempre in terza serie, ottenendo con gli irpini la promozione in B nella stagione 1972-1973. Disputa quindi la stagione 1973-1974 con la maglia del Brindisi, per proseguire la carriera in Serie C.
In carriera ha totalizzato complessivamente 3 presenze in Serie A e 55 presenze e 2 reti in Serie B.

### Nazionale
Durante la militanza nella SPAL, nel 1967, ha disputato un incontro nella Nazionale Under-21 contro i pari età della Jugoslavia. nazionale juniores Malta-Italia   nazionale under 21 serie B  Italia-Svizzera   under 21 serie A Italia -Romania ad Udine   under 21 serie A a Budapest    Ungheria-Italia

### Allenatore
Cessata l'attività agonistica ha intrapreso quella di allenatore, guidando fra l'altro l'Empoli in Serie C1 per una breve parte della stagione 1993-1994. Nella stagione 1994-1995 ha vinto il campionato abruzzese di Prima Categoria sulla panchina del Notaresco.
In questo momento allena con passione il settore giovanile del Morro d'Oro categoria allievi.

### Dirigente
Dal 1984 al 1987 è stato direttore sportivo del Pineto.

## Palmarès

### Giocatore

#### Competizioni giovanili
- Campionato De Martino: 1

S.P.A.L.: 1967-1968

#### Competizioni nazionali
- Serie C: 1

Avellino: 1972-1973

### Allenatore

#### Competizioni regionali
- Prima Categoria: 1

Notaresco: 1994-1995